# Manuel Antonio Neculmán
Manuel Antonio Neculmán (invierno de 1854, Metrenco - 13 de diciembre de 1946, Temuco) fue un profesor normalista y dirigente mapuche. Es reconocido como uno de los primeros profesores mapuches de la Araucanía, así como también por haber sido uno de los fundadores de la Sociedad Caupolicán, primera organización dedicada a la defensa del pueblo mapuche.

## Biografía
Nace en el invierno de 1854 en el sector de Metrenco, actual comuna de Padre las Casas, siendo hijo del cacique Huenchumilla Calbumán Neculman y de María Faitola. Era sobrino de Juan de Dios Neculmán, quien años después sería uno de los líderes del levantamiento mapuche de 1881. De adulto contrajo matrimonio con Carolina Altamirano, con quien tuvo seis hijos, y quien era hija de un capitán chileno del Fuerte Lautaro.
En 1869, en el contexto de la Ocupación de la Araucanía, fue entregado como ahijado al entonces teniente coronel Orozimbo Barbosa, para que se eduque en Santiago. A su llegada a esa ciudad se le bautizó y se le dio el nombre de "Manuel Antonio", y luego de algunos años se graduó como profesor normalista por la Escuela Normal de Preceptores.
En 1881 fue llevado por el Ejército de Chile a su tierra natal como intérprete, representando la imagen de mapuche civilizado frente a sus pares que se oponían a la incorporación de La Araucanía a Chile. Luego de la guerra se incorpora como profesor a la Escuela N°2 de Temuco, cargo que desempeñó hasta su jubilación en 1926.
En 1910 fue uno de los fundadores de la Sociedad Caupolicán Defensora de la Araucanía, convirtiéndose en su presidente en diciembre de ese año, tras suceder al etnólogo e historiador Tomás Guevara. Durante esta época el énfasis de Neculmán está en favorecer la integración de los mapuches a la sociedad chilena a través de la educación. Sin embargo, ya a partir de 1912 la Sociedad comienza a hacerse parte de los problemas de tierra, asociado a las usurpaciones que realizaban chilenos y colonos sobre los títulos de merced entregados a mapuches luego de la ocupación militar del siglo XIX. En 1915 entrega la presidencia de la organización a su exalumno y también profesor Manuel Manquilef.
Fallece el 13 de diciembre de 1946 en Temuco a la edad de 92 años.